# Trĩ huyết
Trĩ huyết (Ithaginis cruentus) là một loài chim trong họ Phasianidae.